# Qerkh Seqer
Qerkh Seqer (persiska: قرخ سقر) är en ort i Iran.   Den ligger i provinsen Östazarbaijan, i den nordvästra delen av landet, 400 km väster om huvudstaden Teheran. Qerkh Seqer ligger 1 738 meter över havet och antalet invånare är 354.
Terrängen runt Qerkh Seqer är varierad, och sluttar norrut. Runt Qerkh Seqer är det ganska glesbefolkat, med 22 invånare per kvadratkilometer. Närmaste större samhälle är Cherteqlū, 11,9 km nordväst om Qerkh Seqer. Trakten runt Qerkh Seqer består i huvudsak av gräsmarker.